# Lerista rochfordensis
Lerista rochfordensis — вид сцинкоподібних ящірок родини сцинкових (Scincidae). Ендемік Австралії. Описаний у 2019 році.

## Поширення і екологія
Lerista rochfordensis відомі з типової місцевості, розташованої на сході регіону Чартерс-Тауерс в штаті Квінсленд. Вони живуть у вологих чагарникових заростях, серед пухкого ґрунту.

## Збереження
МСОП класифікує цей вид як вразливий. Lerista rochfordensis загрожує знищення природного середовища.